# Széchenyi lánchíd
Széchenyiho řetězový most (maďarsky Széchenyi lánchíd) je první most přes Dunaj v Budapešti.

## Dějiny
Most vznikl v letech 1839–1849 podle návrhu uherského hraběte Štěpána Széchenyiho z roku 1839, po němž je pojmenován. Most spojuje dvě budapešťská historická města, Budín a Pešť. 
Slova Széchenyi lánchíd v českém překladu znamenají Széchenyiho řetězový most, ačkoli se ve skutečnosti jedná o most visutý. Na mostě je dvouproudová vozovka a chodník pro pěší. Jeho rozpětí činí 202 m, čímž byl svého času jedním z největších mostů na světě. Navrhl jej anglický inženýr William Tierney Clark v roce 1839, na výstavbu dohlížel skotský inženýr Adam Clark. Na budínském předmostí, na Clark Adám tér, je umístěn maďarský (uherský) nultý kilometrovník.

## Fotografie

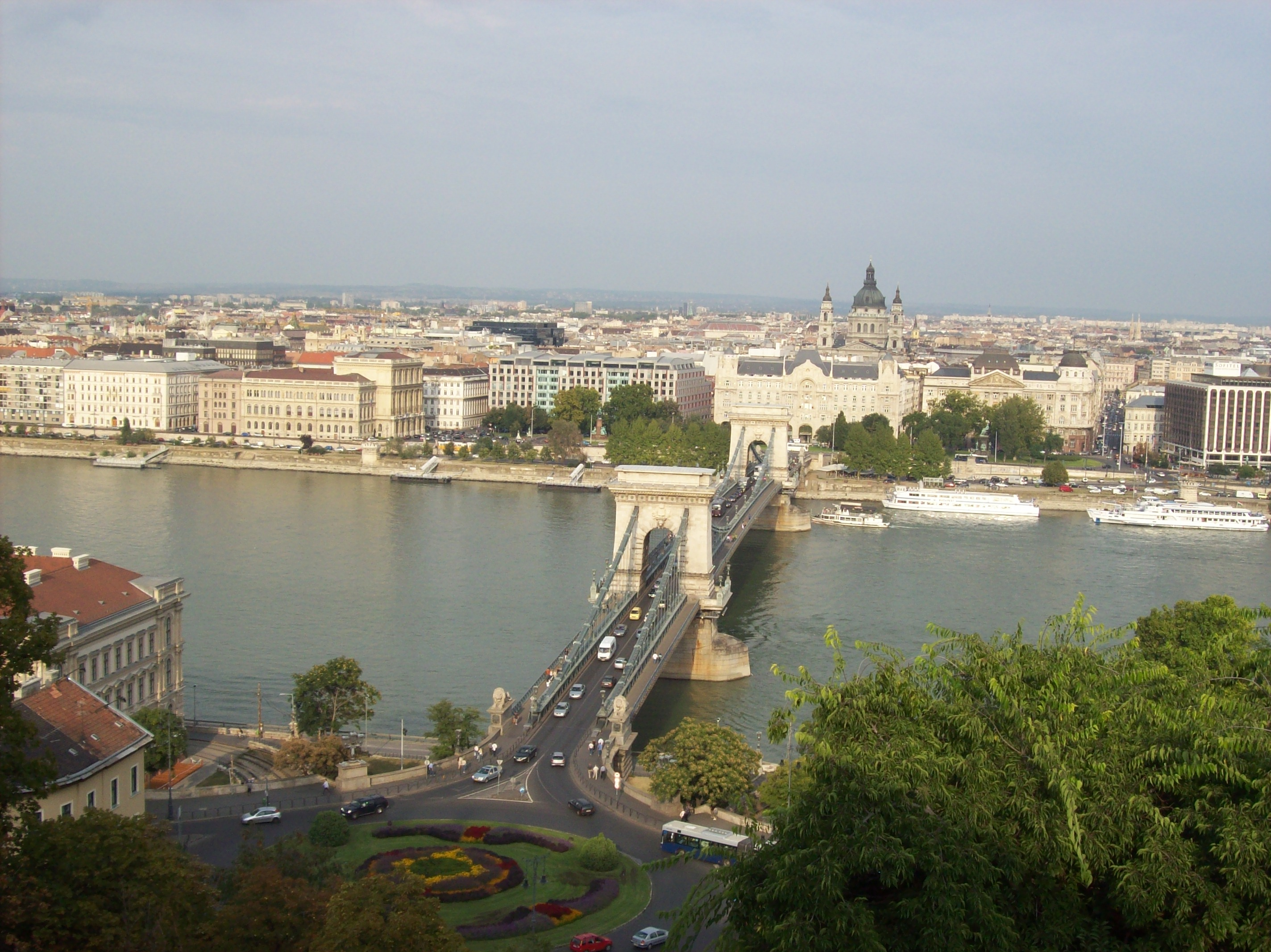
Řetězový most
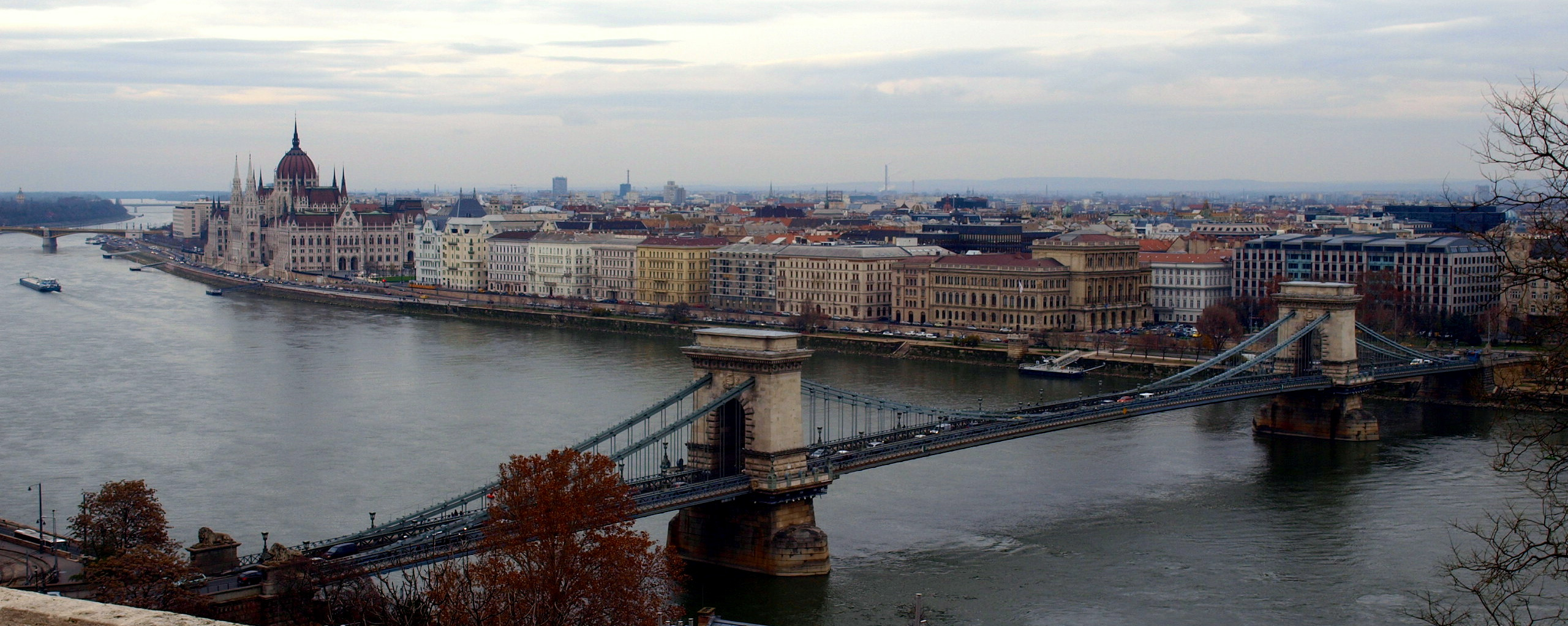
Dunaj a Széchenyiho řetězový most
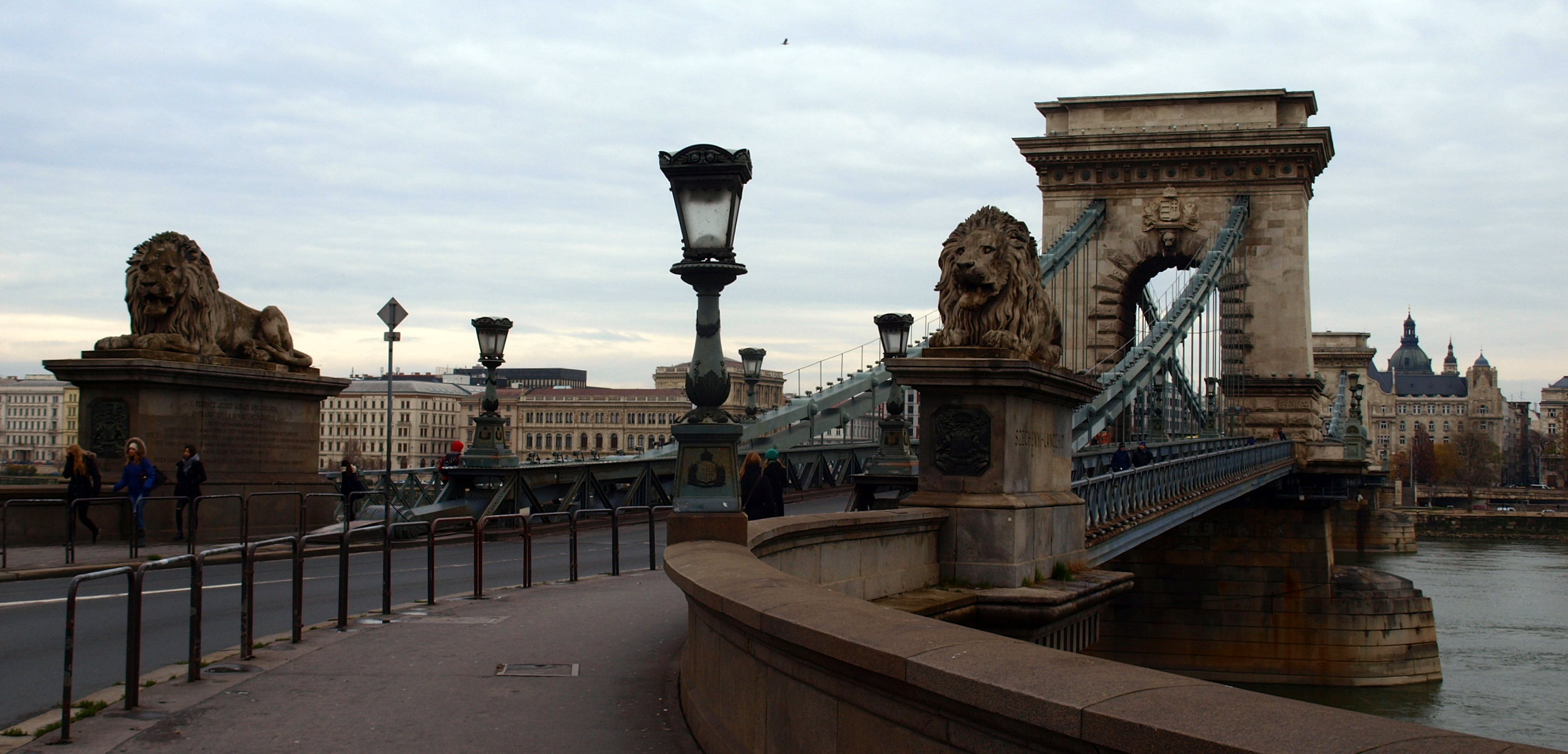
Széchenyiho řetězový most
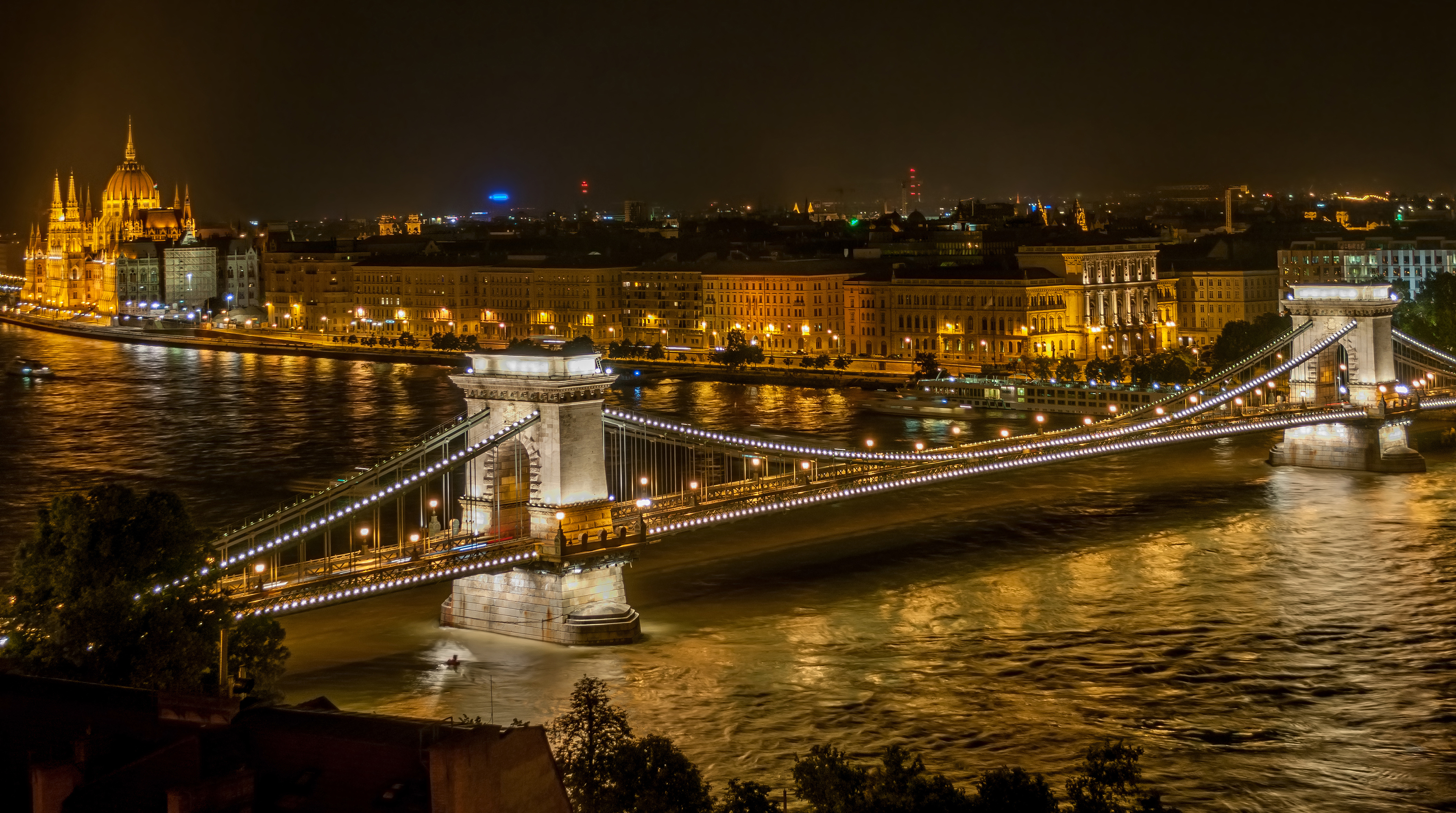
Noční pohled na Řetězový most
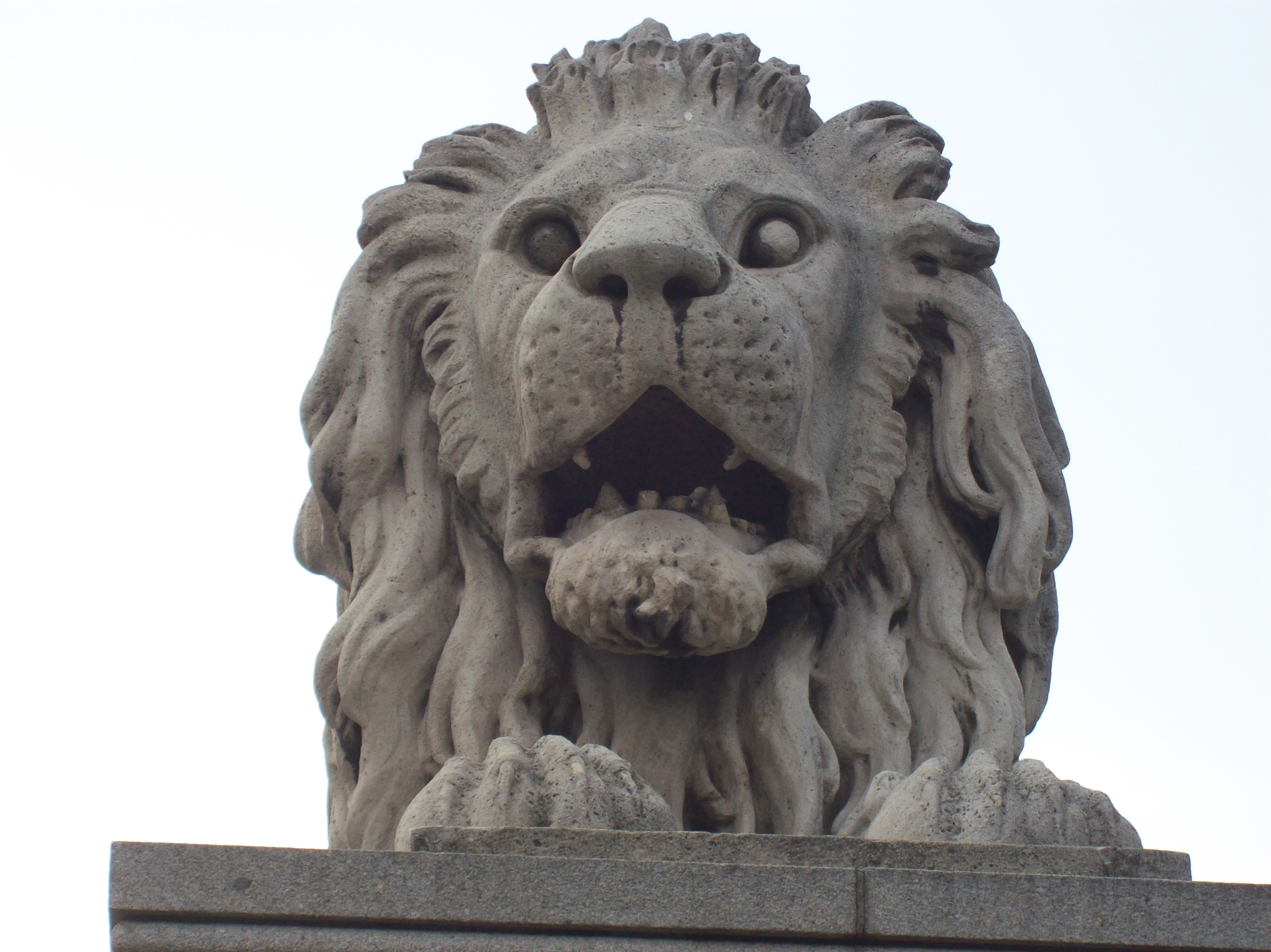
Detail sochy lva